# Parafia św. Katarzyny w Solcu
Parafia Świętej Katarzyny – rzymskokatolicka parafia mieszcząca się przy ulicy Kościelnej w Solcu. Parafia należy do dekanatu nowomiejskiego w archidiecezji poznańskiej. 

## Historia parafii
Parafia prawdopodobnie została erygowana w XII wieku.